# Marie Ravel
Pour les articles homonymes, voir Ravel.
Marie Ravel est  une actrice française née le 6 septembre 1972 à Nîmes.

## Biographie
Fille du chanteur de rock Philippe Ravel, Marie Ravel passe son baccalauréat au lycée Alphonse-Daudet. Elle  travaille ensuite un an comme serveuse au café des Beaux-Arts, avant de s'établir à Paris pour intégrer l'École nationale supérieure des arts et techniques du théâtre.
Elle rencontre en 1998 sur le tournage de Rendez-vous à Samarkand le scénariste américain Jamie Young, lors d'un tournage au Maroc.
Il devient son époux, et ils se reconvertissent ensemble dans la restauration rapide, notamment les pizzerias et les crêperies. En 2004, ils ouvrent ainsi Pink Flamingo, un premier restaurant sis rue Bichat.
En 2016, ils s'installent à Los Angeles, investissent dans un food truck spécialisé dans les crêpes bretonnes.

## Filmographie

### Cinéma
- 1995 : L'Appât de Bertrand Tavernier : Karine.
- 1999 : Rendez-vous à Samarcande (Rendez-vous in Samarkand) de Tim Bridwell : Cécile.
- 2001 : Un voyage entre amis de Pierre Beccu : Stéphanie.
- 2002 : La Bande du drugstore de François Armanet : Jocelyne.
- 2006 : Bain de minuit de Jean-Luc Perréard.

### Télévision
- 1994 : Julie Lescaut, épisode 4, saison 3 : Tableau noir, de Josée Dayan : Lucie(présentation en ligne)
- 1995 : Le JAP, juge d'application des peines de Jean-Pierre Bouyxou, ép. Une petite fille par Joël Séria : Anita (présentation en ligne).
- 1997 : Avocat d'office, ép. Marchands de rêve par Daniel Vigne : Juliette (présentation en ligne)
- 1997 : Navarro, ép. Un bon flic par José Pinheiro (présentation en ligne)
- 1998 : Un fait divers de Fabrice Cazeneuve : la serveuse du bar (non crédité) (présentation en ligne)
- 1998 : Les Marmottes de Jean-Denis Robert  et Daniel Vigne (série).
- 1998 : Maintenant et pour toujours de Joël Santoni  et Daniel Vigne.
- 1999 : Revient le jour de Jean-Louis Lorenzi, un ép. : Marion Delorme (présentation en ligne).
- 1999 : Land of Plenty, BBC.
- 2000 : Le blanc et le rouge de Jean-Louis Lorenzi : Marie.
- 2005 : Le Triporteur de Belleville de Stéphane Kurc : Maïté.

## Théâtre
- 1993 : La Comtesse d'Escarbagnas de Molière, mise en scène de Rodolphe Sand, Théâtre de Roissy-en-Brie : Julie
- 1994 : Caligula d'Albert Camus, mise en scène de Carole Thibaut, Espace acteur, Paris : Drusilla
- 1995 : Un caprice d'Alfred de Musset, mise en scène de Rodolphe Sand, Le Guichet Montparnasse, Paris : Mathilde
- 1998 : L'Affaire Jessica Hair de Frantz Herman, mise en scène de l'auteur, théâtre Jean-Vilar Suresnes
- 1999 : Le Songe d'une nuit d'été de William Shakespeare, mise en scène Laurent Laffargue, salle Jean-Vauthier, Bordeaux
- 1999 : Othello de William Shakespeare, mise en scène Laurent Laffargue, Grand-Théâtre de Bordeaux
- 2002 : Le Songe d'une nuit d'été de William Shakespeare, mise en scène Laurent Laffargue, MC93 Bobigny
- 2002 : Othello de William Shakespeare, mise en scène Laurent Laffargue, MC93 Bobigny